# NGC 603
NGC 603 је тројна звезда у сазвежђу Троугао која се налази на NGC листи објеката дубоког неба.
Деклинација објекта је + 30° 13' 57" а ректасцензија 1h 34m 44,2s. Привидна величина (магнитуда) објекта NGC 603 износи 15,1.